# John-Patrick Smith
John-Patrick Smith (nacido el 24 de enero de 1989) es un tenista profesional australiano.

## Títulos de Grand Slam

### Dobles mixto

#### Finalista (2)
| Año  | Campeonato           | Pareja           | Oponentes en la final         | Resultado        |
| 2019 | Abierto de Australia | Astra Sharma     | Barbora Krejčíková Rajeev Ram | 6-7(3), 1-6      |
| 2025 | Abierto de Australia | Kimberly Birrell | Olivia Gadecki John Peers     | 6-3, 4-6, [6-10] |

## Carrera
Su ranking individual más alto fue el n.º 172 alcanzado el 28 de julio de 2014, mientras que en dobles logró el puesto n.º 68 el 17 de marzo de 2014.
Ha ganado hasta el momento 1 título de la ATP Challenger Series en individuales, y 13 más en la modalidad de dobles.

### 2012
En este año comienza a ganar títulos challengers en la modalidad de dobles, con la particularidad que ganó 5 títulos en total y todos junto a su compatriota John Peers como compañero. Se adjudicaron los challengers de Burnie y Caloundra en Australia. En México el Challenger de Guadalajara.
En noviembre salen airosos del Challenger de Belém obteniendo el título y finalizan la racha victoriosa del año en Estados Unidos al adjudicarse el Challenger de Charlottesville.
En el mes de julio, gana su primer título challenger jugado en individuales, al sorprender en el Challenger de Winnetka y vencer en la final y contra todo pronóstico al lituano Ričardas Berankis por 3–6, 6–3, 7–63. Este fue sin duda su mejor año hasta el momento.

### 2013
Su primer partido de individuales en el ATP World Tour fue en enero del año 2013 en el Abierto de Australia. Perdió su primer partido contra el portugués João Sousa claramente en tres sets. En dobles masculinos, lo disputó junto a su socio John Peers. Derrotaron en la primera ronda sorprendentemente a los octavos favoritos, el dúo polaco conformado por Mariusz Fyrstenberg y Marcin Matkowski. Más tarde cayeron derrotados en la segunda ronda del torneo.
En febrero gana junto al sudafricano Ruan Roelofse el Challenger de Burnie 2013 venciendo en la final a la pareja australiana formada por Brydan Klein y Dane Propoggia por un doble 6-2. Después de esto comienza a disputar los torneos junto a Samuel Groth como compañero, y obtienen el Challenger de Rimouski 2013 en marzo y el Challenger de Kunming 2013 en mayo.
Siguió su racha triunfal ganando más adelante tres torneos challengers en tierras estadounidenses. Estos son el Napa Valley Challenger disputado en Napa, el Sacramento Challenger en Sacramento y el Knoxville Challenger en Knoxville. Culmina el año con 6 títulos challengers en dobles.

### 2014
Comienza el año airosamente en el mes de enero. Se presentó para disputar el torneo challenger McDonald's Burnie International organizado en su país. Ganó el título de dobles junto a su compatriota Matt Reid derrotando en la final a la pareja formada por el japonés Toshihide Matsui y el tailandés Danai Udomchoke. Tras conseguir llegar a semifinales junto al estadounidense Austin Krajicek como pareja en el Torneo de Newport 2014, disputan el Challenger de Vancouver con éxito, ganando el título y derrotando en la final a los neozelandeses Marcus Daniell y Artem Sitak por 6-3, 4-6, 10-8.

## Títulos ATP (2; 0+2)

### Dobles (2)
| Leyenda                   |
| Grand Slam (0)            |
| ATP World Tour Finals (0) |
| Juegos Olímpicos (0)      |
| ATP Masters 1000 (0)      |
| ATP World Tour 500 (0)    |
| ATP World Tour 250 (2)    |

| N.º | Fecha               | Torneo  | Superficie    | Pareja           | Oponentes en la final            | Resultado           |
| --- | ------------------- | ------- | ------------- | ---------------- | -------------------------------- | ------------------- |
| 1.  | 29 de julio de 2018 | Atlanta | Dura          | Nicholas Monroe  | Ryan Harrison Rajeev Ram         | 3-6, 7-6(5), [10-8] |
| 2.  | 6 de abril de 2025  | Houston | Tierra batida | Fernando Romboli | Federico Gómez Santiago González | 6-1, 6-4            |

#### Finalista (4)
| N.º | Fecha                 | Torneo       | Superficie | Pareja          | Oponentes en la final             | Resultado            |
| --- | --------------------- | ------------ | ---------- | --------------- | --------------------------------- | -------------------- |
| 1.  | 22 de julio de 2017   | Newport      | Hierba     | Matt Reid       | Aisam-ul-Haq Qureshi Rajeev Ram   | 4-6, 6-4, [7-10]     |
| 2.  | 25 de febrero de 2018 | Delray Beach | Dura       | Nicholas Monroe | Jack Sock Jackson Withrow         | 6-4, 4-6, [8-10]     |
| 3.  | 28 de febrero de 2021 | Singapur     | Dura (i)   | Matthew Ebden   | Sander Gillé Joran Vliegen        | 2-6, 3-6             |
| 4.  | 6 de febrero de 2022  | Pune         | Dura       | Luke Saville    | Rohan Bopanna Ramkumar Ramanathan | 7-6(10), 3-6, [6-10] |

## Challenger

### Individuales
| N.º | Fecha      | Torneo                 | Superficie | Rival en la final | Resultado        |
| --- | ---------- | ---------------------- | ---------- | ----------------- | ---------------- |
| 1.  | 07.07.2012 | Challenger de Winnetka | Dura       | Ričardas Berankis | 3–6, 6–3, 7–63   |
| 2.  | 22.03.2015 | Challenger de Rimouski | Dura (i)   | Frank Dancevic    | 6–711, 7–63, 7–5 |

### Dobles
| N.º | Fecha      | Torneo                        | Superficie | Pareja          | Rival en la final                | Resultado        |
| --- | ---------- | ----------------------------- | ---------- | --------------- | -------------------------------- | ---------------- |
| 1.  | 04.02.2012 | Challenger de Burnie (1)      | Dura       | John Peers      | Divij Sharan Vishnu Vardhan      | 6-2, 6-4         |
| 2.  | 11.02.2012 | Challenger de Caloundra       | Dura       | John Peers      | John Paul Fruttero Raven Klaasen | 7-65, 6-4        |
| 3.  | 15.04.2012 | Challenger de Guadalajara     | Dura       | John Peers      | César Ramírez Bruno Rodríguez    | 6-3, 6-3         |
| 4.  | 06.10.2012 | Challenger de Belém           | Dura       | John Peers      | Nicholas Monroe Simon Stadler    | 6-3, 6-2         |
| 5.  | 04.11.2012 | Challenger de Charlottesville | Dura       | John Peers      | Jarmere Jenkins Jack Sock        | 7-5, 6-1         |
| 6.  | 02.02.2013 | Challenger de Burnie (2)      | Dura       | Ruan Roelofse   | Brydan Klein Dane Propoggia      | 6-2, 6-2         |
| 7.  | 24.03.2013 | Challenger de Rimouski        | Dura       | Samuel Groth    | Philipp Marx Florin Mergea       | 7-65, 7-67       |
| 8.  | 12.05.2013 | Challenger de Kunming         | Dura       | Samuel Groth    | Go Soeda Yasutaka Uchiyama       | 6-4, 6-1         |
| 9.  | 29.09.2013 | Challenger de Napa            | Dura       | Bobby Reynolds  | Steve Johnson Tim Smyczek        | 6-4, 7-62        |
| 10. | 06.10.2013 | Challenger de Sacramento      | Dura       | Matt Reid       | Jarmere Jenkins Donald Young     | 7-61, 4-6, 14-12 |
| 11. | 10.11.2013 | Challenger de Knoxville       | Dura (i)   | Samuel Groth    | Carsten Ball Peter Polansky      | 6-76, 6-2, 10-7  |
| 12. | 01.02.2014 | Challenger de Burnie (3)      | Dura       | Matt Reid       | Toshihide Matsui Danai Udomchoke | 6-4, 6-2         |
| 13. | 03.08.2014 | Challenger de Vancouver       | Dura       | Austin Krajicek | Marcus Daniell Artem Sitak       | 6-3, 4-6, 10-8   |